# Дејвид Таулес
Дејвид Џејмс Таулес, FRS (енгл. David James Thouless, IPA: ; Берсден, 21. септембар 1934 — Кембриџ, 6. април 2019) је био британски физичар који се бавио физиком кондензоване материје. Добитник је Максвелове медаље и награде (1973), Волфове награде за физику (1990) и награде Ларс Онсагер (2000); такође је добитник Нобелове награде за физику (2016), заједно са Ф. Данканом М. Холдејном и Џ. Мајклом Костерлицом, и то за теоријска открића транзиција тополошких фаза и тополошких фаза материје.

## Образовање
Таулес је ишао на колеџ „Винчестер”, а бачелор уметности постао је на колеџу „Тринити Хол” (Универзитет у Кембриџу) — у Енглеској. Звање доктора физике стекао је на Универзитету Корнел, где му је немачко-амерички физичар Ханс Бете (1906—2005) био ментор докторске дисертације.

## Каријера и истраживачки рад
Таулес је био постдок (истраживач-постдокторанд) на Универзитету Калифорније (Беркли), први директор Студија из физике на колеџу Черчил (Универзитет у Кембриџу) од 1961. до 1965. године, професор математичке физике на Универзитету у Бирмингему (Еџбастон) од 1965. до 1978. године, те професор примењене науке на Универзитету Јејл 1979. и 1980. године, након чега је постао професор физике на Универзитету у Вашингтону (Сијетл) године 1980. Дао је велик теоријски допринос разумевању проширених система атома, електрона и нуклеона (протона и неутрона). Његов рад укључује истраживање на пољу феномена суперпроводности, својстава нуклеарне материје и ексцитованих колективних кретања унутар нуклеуса.
Дао је веома значајан допринос теорији система више тела. Разјаснио је концепт „прерасподеле енергије” за атомска језгра и извео израз за момент инерције деформисаних језгара. Статистичкој механици допринео је износећи много идеја за разумевање реда, укључујући концепт „тополошког реда”. Други битни доприноси науци везани су за локализована електронска стања у неуређеним решеткама.

### Одабране публикације
- Kosterlitz, J. M.; Thouless, D. J. (1973). „Ordering, metastability and phase transitions in two-dimensional systems”. Journal of Physics C: Solid State Physics. 6 (7): 1181—1203. Bibcode:1973JPhC....6.1181K. doi:10.1088/0022-3719/6/7/010.
- Thouless, D. J.; Kohmoto, M.; Nightingale, M. P.; Den Nijs, M. (1982). „Quantized Hall Conductance in a Two-Dimensional Periodic Potential”. Physical Review Letters. 49 (6): 405—408. Bibcode:1982PhRvL..49..405T. doi:10.1103/PhysRevLett.49.405.
- Topological Quantum Numbers in Nonrelativistic Physics [Тополошки квантни бројеви у нерелативистичкој физици] (1998). World Scientific Publishing Co. Pte Ltd.
- The quantum mechanics of many-body systems [Квантна механика система више тела] (1972). Pure and applied physics series. Academic Press.

## Награде и признања
Таулес је 1979. године изабран као Члан Краљевског друштва (енгл. Fellow of the Royal Society, FRS); такође је Члан Америчког физичког друштва (енгл. Fellow of the American Physical Society), Члан Америчке академије наука и уметности (енгл. Fellow of the American Academy of Arts and Sciences), те члан америчке Националне академије уметности (енгл. National Academy of Sciences) од 1995. године. Од награда које је освојио као најзначајније могу се издвојити Волфова награда за физику (1990), Диракова медаља Института физике (1993), награда Ларс Онсагер Америчког физичког друштва (2000), те Нобелова награда за физику (2016).